# Aérodrome de Henstridge
 (août 2023).
Pour les articles homonymes, voir Henstridge.
L'aérodrome de Henstridge, surnommé HMS Dipper, est un aérodrome créé en 1941 comme base d'entraînement et de reconnaissance militaire. Désaffecté par l'armée après la Seconde Guerre mondiale, il est temporairement utilisé par des entreprises publiques et privées, en particulier celles de l'entrepreneur Alan Bristow (en). À la suite de son découpage par l'État, plusieurs parcelles sont vendues, et une seule piste est conservée. Dans les années 2020, la piste de l'aérodrome est utilisée par le service de transport de blessés de la Dorset & Somerest Air Ambulance ainsi que par une formation de meeting aérien Yakovlev.

## Histoire

Un Spitfire d'entrainement utilisé à Henstridge.

A sa fondation en 1941, l'aérodrome est utilisé pour les entrainements militaires. Parmi les appareils utilisés pour l'entrainement, on peut citer des Spitfires, Typhoons ou encore Seafires.
Une partie de la piste a été construite sur un modèle de porte-avion, elle possédait ainsi un système de filets pour arrêter les avions, permettant aux pilotes de l'entrainer à atterrir sur un porte-avion.
Il a également été utilisé pour des missions de reconnaissances et de photographies avec la caméra G45, les photos étaient analysées sur place, tout comme par des amateurs tournant des courts métrages.
L'aérodrome, inutilisé après la Seconde Guerre mondiale, a reçu des compagnies publiques de transport qui s'installèrent dessus.
L'État vend l'aérodrome en plusieurs parcelles dont personne ne voulut. Une partie de ce dernier sera alors démolie.

De toutes les pistes originales, une seule survivra, la 07/25. À ce jour, c'est une piste en bonne condition de 705 mètres de long et 26 mètres de large.

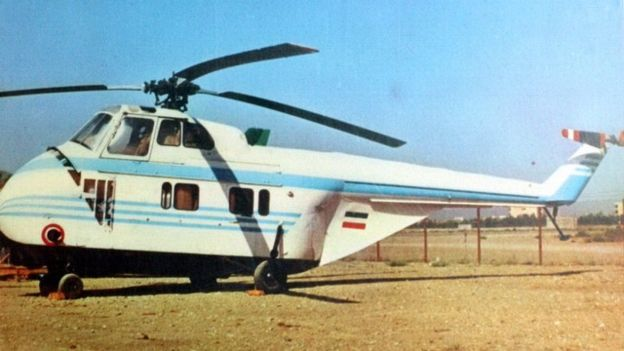
Westland S55

## Utilisation post-guerre

### Air Whaling Limited
En 1953, Alan Bristow fonde une petite compagnie aérienne nommée Air Whaling Limited à Henstridge qui avait comme flotte des Dragonfly, des Hiller et des hélicoptères Westland S55. En 1955, Alan crée Bristow Helicopters Ltd, toujours à Henstridge, ayant comme flotte 4 Widgeons utilisés pour chercher du pétrole. Il déménage son entreprise à Redhill en 1958.

### Dorset & Somerset Air Ambulance
La Dorset and Somerset Air Ambulance Charity a pour but de transporter des blessés aux urgences ou de les soigner sur place.
Leur seul appareil est un hélicoptère AW169 nommé Pegasus et entré en service le 12 juin 2017. Il a été construit par Leonardo Helicopter à Milan ses moteurs sont des Pratt & Whitney turbines à gaz. Son moteur consomme 380 litres par heure. Il a une portée de 300 miles terrestres et a besoin d'un cercle de 30 mètres de diamètre pour atterrir.

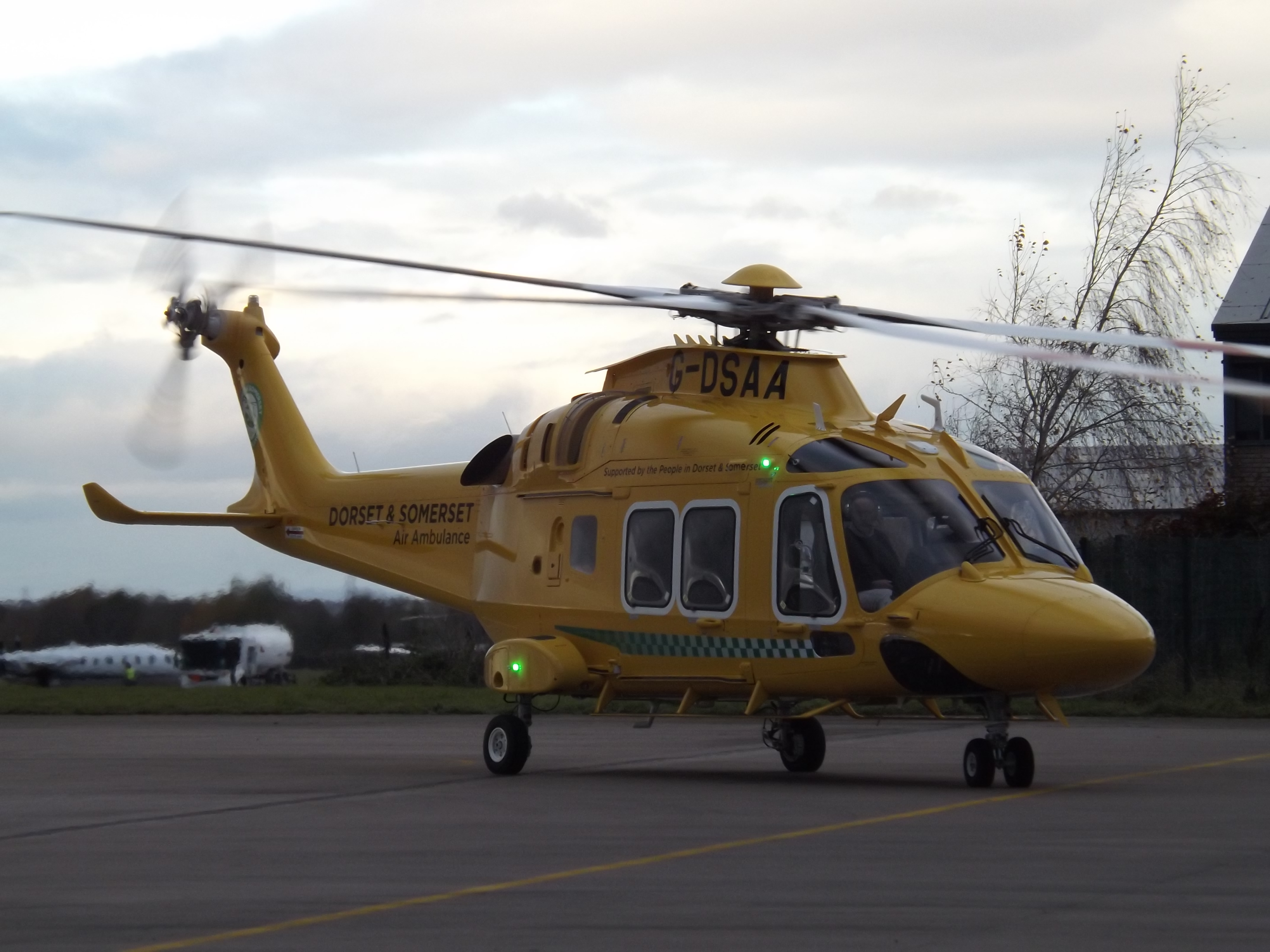
L'hélicoptère de la Dorset & Somerset Air Ambulance.

### Équipe Yakovlev Aéronautique
Les formations Yakovlev sont des escouades de 6 Yakovlev AIR_9 basées dans une grande partie des aérodromes d'Angleterre. L'escadron est destiné aux shows aériens et pratique des mouvements qui rassemblent au total plus de 32 millions de spectateurs.